# نیو برلین‌ویل (پنسیلوانیا)
نیو برلین‌ویل (به انگلیسی: New Berlinville) یک منطقهٔ مسکونی در ایالات متحده آمریکا است که در شهرستان برکس، پنسیلوانیا واقع شده‌است. نیو برلین‌ویل ۱٬۳۶۸ نفر جمعیت دارد و ۱۱۸٫۸۷ متر بالاتر از سطح دریا واقع شده‌است.